# Ситник Олександр Степанович
Олекса́ндр Степа́нович Си́тник (нар. 25 вересня 1952, с. Будьки, Жмеринський район, Вінницька область) — український історик, археолог. Доктор історичних наук. Чоловік історика та краєзнавця Людмили Булгакової.

## Життєпис
Народився у селі Будьки Жмеринського району Вінницької області УРСР.
1975 року закінчив Київський державний університет. Відтоді працював науковим співробітником, завідувачем відділу Тернопільського обласного краєзнавчого музею. У 1985—1986 роках був старшим викладачем Запорізького університету.
Від 1992 року науковий співробітник, від 2004 року — завідувач відділу археології Інституту українознавства імені Івана Крип'якевича НАН України. Професор Львівського і Ряшівського (Жешувського) університетів.
Захистив докторську дисертацію на тему «Середній палеоліт Поділля». Спеціаліст у галузі палеоліту.

## Участь у експедиціях
- 1971 — Закарпатська палеолітична експедиція (начальник експедиції — В. Гладилін). Розкопки палеолітичної стоянки Берегове. Розвідки у Закарпатській обл. Лаборант.
- 1971 — Київська давньоруська експедиція (начальник експедиції — П. П. Толочко). Розкопки забудови княжого періоду на Подолі (Київ). Лаборант.
- 1972 — Київська слов'янська археологічна експедиція (начальник експедиції — Г. М. Шовкопляс). Розкопки поселення зарубинецької культури Оболонь (Київ). Лаборант.
- 1973 — Закарпатська палеолітична археологічна експедиція (начальник експедиції — В. Гладилі). Розвідки у Закарпатті. Лаборант.
- 1973 — Палеолітична експедиція (начальник експедиції — І. Г. Шовкопляс). Розкопки палеолітичної стоянки Добраничівка (Київська обл.). Лаборант.
- 1975—1977 — Закарпатська палеолітична археологічна експедиція (начальник експедиції — В. Гладилін). Розкопки палеолітичної стоянки Королево (Виноградівський р-н Закарпатської обл.). Лаборант.
- 1977—1985 — Тернопільська палеолітична експедиція. Розкопки палеолітичної стоянки Пронятин (Тернопільський р-н). Начальник експедиції.
- 1979—1983 — Наддністрянська палеолітична експедиція (начальник експедиції — О. П. Черниш). Розкопки палеолітичної стоянки Молодове І (Сокирянський р-н Чернівецької обл.). Науковий співробітник.
- 1985 — Наддністрянська палеолітична археологічна експедиція. (начальник експедиції — О. П. Черниш). Розкопки палеолітичної стоянки Оселівка І (Кельменецький р-н Чернівецької обл.). Науковий співробітник.
- 1979,1981-1983, 1987, 1991, 1997 — Тернопільська палеолітична археологічна експедиція. Розкопки палеолітичної стоянки Великий Глибочок І (Тернопільський р-н). Начальник експедиції.
- 1986 — Запорізька палеолітична експедиція. Розвідки у Запорізькій області. Начальник експедиції.
- 1988 — Тернопільська палеолітична експедиція. Розкопки палеолітичної стоянки Ігровиця І (Тернопільський р-н). Начальник експедиції.
- 1989, 1992—1996, 2004 — Палеолітична експедиція Інституту українознавства ім. І. Крип'якевича НАН України. Розкопки палеолітичної стоянки Буглів V (Лановецький р-н Тернопільської обл.). Начальник експедиції.
- 1993, 1996, 1997—1999, 2000, 2004, 2005 — Палеолітична експедиція Інституту українознавства ім. І. Крип'якевича НАН України. Розкопки багатошарової палеолітичної стоянки Єзупіль І (Тисменицький район Івано-Франківської обл.). Начальник експедиції.
- 1997, 2000—2002, 2004, 2005 — Палеолітична експедиція Інституту українознавства ім. І. Крип'якевича НАН України. Розкопки палеолітичних стоянок Галич Ш, II. Начальник експедиції.

## Праці

### Монографії, автореферати
- Середній палеоліт Поділля. — Львів, 2000. — 372 с.
- Палеоліт Поділля: Великий Глибочок І. — Львів, 1998. — 144 с. (співавт. А. Богуцький).
- Воля IV — поселення культури Ноа. — Львів, 1994. — 54 с.
- Ранний палеолит Приднестровской Подолии. Автореф. дисс… канд. ист. наук. — К., 1985. — 18 с.
- Тернопільський краєзнавчий музей. Путівник. — Тернопіль, 1986. — 72 с. (співавт. С. С. Зелінська, Я. М. Гайдукевич та ін.).
- Середній палеоліт Поділля. Автореф. дис…. доктора іст. наук. — К., 2003. — 32 с.

### Статті
- Lessy i paleolit // Studia interdyscyplinarne nad lessami — problemy metodyczne. Seminariumterenowe. — Sandomierz, 14-16 września 2006. — S. 12—13. (співавт.: A. Boguckyj, M. Lanczont, T. Madejska).
- Здобутки палеолітичної експедиції у 2005 р. // Інститут українознавства імені Івана Крип'якевича НАН України в 2005 р. Інформаційний бюлетень. — Львів, 2006. — С. 39—40.
- Левалуазькі індустрії заходу України: проблеми хронології та генези // Європейський середній палеоліт. — К., 2006. — С. 152—169.
- New researches at Molodova V, a late middle Paleolithic site in Western Ukraine // Європейський середній палеоліт. — К., 2006. — C. 102—117 (співавт.: L. Meignen, J.-M. Geneste, L. Koulakovska, V. Usik, P. Haesaerts).
- Львівська археологічна школа у період потрясінь та випробувань (1939—1951) // Археологічні дослідження Львівського університету. — Львів, 2006. — С. 106—133.
- Кафедра археології святкує 100-річний ювілей // Археологічні дослідження Львівського університету. — Львів, 2006. — Вип.9. — С. 306-309.
- Katedry archeologii Uniwersytetu Lwowskiego w latach 1905—2005 // Przegląd Archeologiczny. — № 54. — 2006. — S. 125—157.
- Молодове V. Дослідження мустьєрських поселень у 1998—1999 роках // МДАПВ. — Львів, 2007. — Вип. 11. — С. 136—179. (співавт.: Л. Кулаковська, В. Усик, Ж.-М. Женест, Л. Меньян, А. Богуцький, П. Езартс).
- Нові польові дослідження Куличівки // МДАПВ. — Львів, 2007. — Вип. 11. — С. 180−215. (співавт.: А. Богуцький, Р. Коропецький, Л. Кулаковська, Ж.-М. Женест, Л. Меньян, П. Езартс)
- Питання методики досліджень кам'яних комплексів середнього палеоліту // Записки НТШ. — Т. CCLIII. — Праці Археологічної комісії. — С. 17—36.